# 阿格尼丝·波克尔斯
阿格尼丝·L·W·波克尔斯（英語：Agnes Luise Wilhelmine Pockels，1862年2月14日—1935年11月21日）是一位德国女性化学家，是固体-液体界面的表面化学研究的先驱。